# 韓忠彥
韓忠彥（1038年—1109年9月23日），字師朴，安陽（今屬河南）人，北宋政治家，魏郡王韓琦長子。

## 生平
因父親的關係成爲將作監主簿，後來中進士。哲宗元祐年間，任戶部尚書，遷知樞密院事。徽宗即位，任吏部尚書召拜門下侍郎，又拜尚書右僕射兼中書侍郎，他與右相曾布不和，崇寧元年（1102年）遭到蔡京排擠，貶磁州團練副使。大觀三年八月二十七日（1109年9月23日）卒。

## 家族
- 韓治：知相州，以中大夫致仕
- 韓澡：中散大夫
- 韓浩：奉直大夫、知濰州，建炎二年城陷戰死。
- 韓澄：朝奉大夫、廣南東路轉運使
- 韓濬：正奉大夫
- 韓滂：不詳